# Sonata per violoncello e pianoforte (Britten)
La Sonata per violoncello, Op. 65, è un'opera del compositore inglese Benjamin Britten. Fu presentata per la prima volta nel luglio 1961 al Festival di Aldeburgh nel Suffolk.

## Storia
Il 21 settembre 1960 durante un concerto alla Royal Festival Hall di Londra Britten conobbe il violoncellista Mstislav Rostropovič. Il programma prevedeva la prima britannica del Concerto per violoncello n. 1 di Dmitrij Šostakovič, eseguito da Rostropovič, insieme a The Young Person's Guide to the Orchestra di Britten. I due compositori condividevano un palco cerimoniale. Šostakovič confidò poi a Rostropovič:
Dopo lo spettacolo Rostropovič, già affermato come committente ossessivo di nuovi lavori, supplicò Britten di scrivergli un pezzo per violoncello. Il compositore acconsentì e un anno dopo produsse la Sonata per violoncello op. 65. Questa divenne la prima delle cinque grandi opere di Britten scritte per Rostropovič nel corso del decennio successivo, le altre furono la Sinfonia per violoncello e le Tre suite per violoncello solista. La corrispondenza di Britten con Rostropovič rivela l'umiltà del compositore di fronte alla reputazione di Rostropovič: egli confessa "potrei aver fatto degli errori" e scherza: "il movimento pizzicato ti divertirà, spero sia possibile!" Nello scherzo-pizzicato si nota subito un debito, nel timbro e nel contrappunto, nei confronti della tradizione del gamelan balinese. Il movimento finale Moto perpetuo utilizza il tema DSCH (la trasformazione musicale del nome di Šostakovič) come tributo al compositore che aveva ispirato Britten a scrivere per il violoncello. La prima rappresentazione ebbe luogo all'Aldeburgh Festival il 7 luglio 1961.

## Movimenti
Il lavoro è in cinque movimenti:
1. Dialogo. Allegro
2. Scherzo-Pizzicato. Allegretto
3. Elegia. Lento
4. Marcia. Energico
5. Moto perpetuo. Presto